# Municipio de Pleasant (Pensilvania)
El municipio de Pleasant (en inglés: Pleasant Township) es un municipio ubicado en el condado de Warren en el estado estadounidense de Pensilvania. En el año 2000 tenía una población de 2,528 habitantes y una densidad poblacional de 28 personas por km².

## Geografía
El municipio de Pleasant se encuentra ubicado en las coordenadas 41°44′30″N 79°09′59″O / 41.74167, -79.16639.

## Demografía
Según la Oficina del Censo en 2000 los ingresos medios por hogar en la localidad eran de $39,450 y los ingresos medios por familia eran $48,636. Los hombres tenían unos ingresos medios de $37,105 frente a los $24,886 para las mujeres. La renta per cápita para la localidad era de $20,731. Alrededor del 5,1% de la población estaban por debajo del umbral de pobreza.